# Vils (fiume)
Il Vils è un fiume affluente del Lech che scorre in Germania e Austria. 
Lungo 30 chilometri, il fiume nasce nelle Alpi dell'Algovia a 1.165 m s.l.m. e sfocia nel Lech in Austria subito dopo la cittadina di Vils.